# جاك فيلان
جاك فيلان (6 نوفمبر 1925 بشيكاغو في الولايات المتحدة - ) (بالإنجليزية: Jack Phelan)‏ هو لاعب كرة سلة أمريكي في مركز هجوم صغير الجسم. لعب مع Waterloo Hawks ‏.

## وصلات خارجية
- جاك فيلان على موقع إن بي أي (الإنجليزية)
- جاك فيلان على موقع سبورتس رفرنس (الإنجليزية)
- جاك فيلان على موقع كلية كرة السلة في سبورتس رفرنس.كوم (الإنجليزية)
- جاك فيلان على موقع ريلجم (الإنجليزية)